# Échelles du Baroque

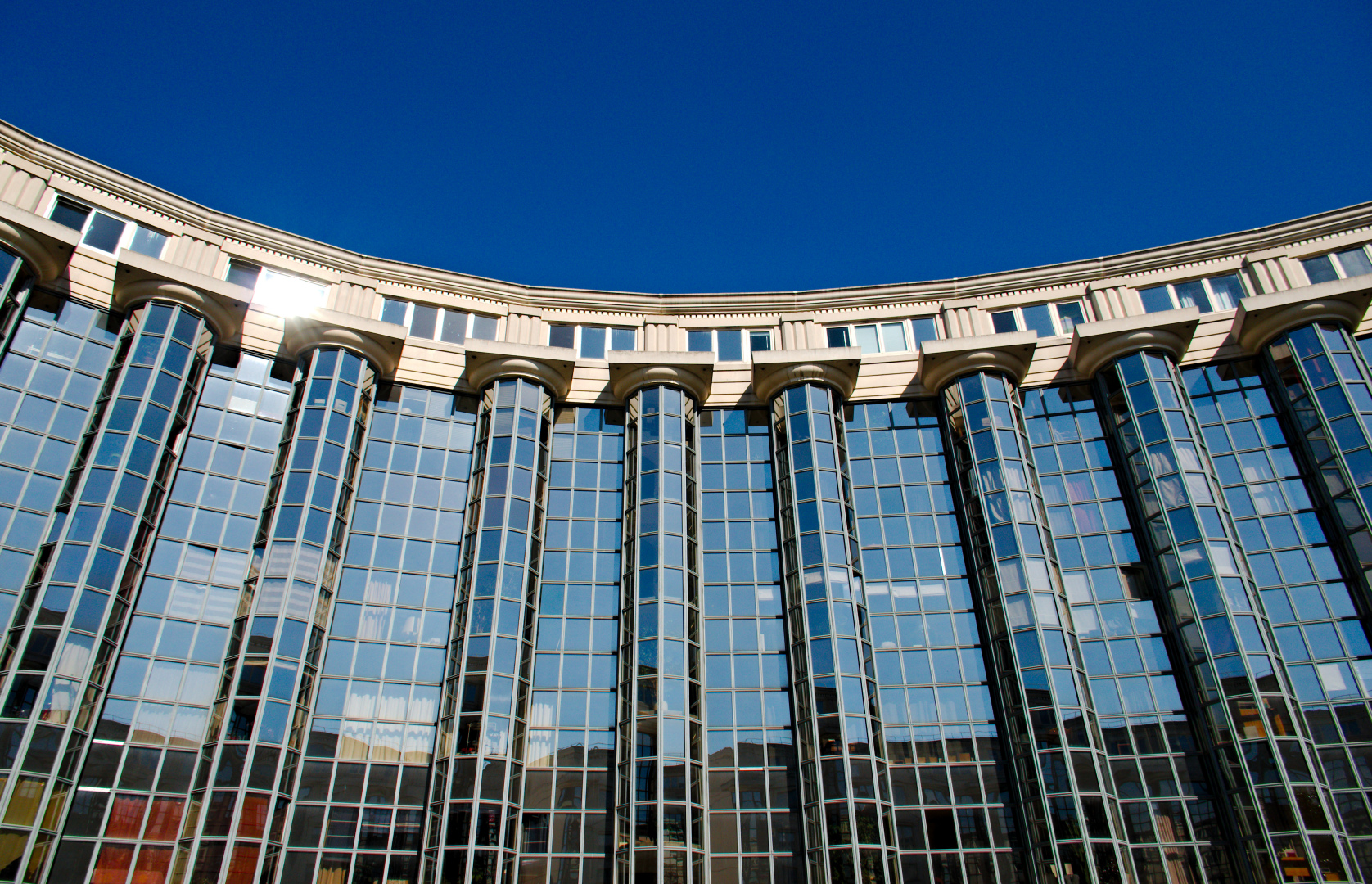

Les Échelles du Baroque sont un complexe résidentiel de Paris, en France, construit en 1985 sous la direction de l'architecte espagnol Ricardo Bofill.

## Caractéristiques
Les Échelles du Baroque occupent le quart sud-ouest de la place de Catalogne dans le 14e arrondissement de Paris, à proximité immédiate de la gare Montparnasse et de ses voies ferroviaires. Il s'agit d'un ensemble de 274 appartements répartis sur sept étages, le rez-de-chaussée étant également investi par des magasins et des bureaux.
La façade extérieure de l'ensemble suit la forme circulaire de la place de Catalogne et est rythmée par de grandes colonnes doriques. En son milieu, l'ensemble est traversé par la rue Vercingétorix, qui passe sous l'immeuble par une sorte de portique monumental ; la rue divise de fait le complexe en deux ensembles distincts, qui définissent chacun deux places intérieures, l'une basée sur la forme d'un théâtre romain, l'autre d'une ellipse.
Au nord-ouest, collé contre la rue Alain, l'Amphitéâtre entoure la place de l'Amphithéâtre. Cette place intérieure, accessible au public, est de forme circulaire dans sa moitié nord-est et rectangulaire pour l'autre moitié. Les façades intérieures rappellent les façades extérieures sur la place de Catalogne. L'ensemble mesure environ 75 m de côté.
Le deuxième ensemble, les Colonnes, au sud-est, entoure la place de Séoul, une place elliptique de 75 m de long sur 50 m de large. Les façades intérieures sont constituées d'un mur rideau, entrecoupé de colonnes de verre.

## Historique
Les Échelles du Baroque sont créées dans le cadre de l'aménagement de la ZAC Jean-Zay, au début des années 1980. L'ensemble est construit par le bureau de l'architecte catalan Ricardo Bofill et est achevé en 1985. Pour sa conception, Bofill s'est inspiré des principes de l'architecture baroque, particulièrement son utilisation pour les piazza italiennes.